# Eristalinus aeruginosus
Eristalinus aeruginosus är en tvåvingeart som först beskrevs av Collin 1949.  Eristalinus aeruginosus ingår i släktet slamflugor, och familjen blomflugor.
Artens utbredningsområde är Libya. Inga underarter finns listade i Catalogue of Life.